# Liste der Biografien/Fried
Liste der Biografien |
Portal Biografien |
Personensuche
# |
A |
B |
C |
D |
E |
F |
G |
H |
I |
J |
K |
L |
M |
N |
O |
P |
Q |
R |
S |
T |
U |
V |
W |
X |
Y |
Z |
?
 
Fa |
Fe |
Ff |
Fh |
Fi |
Fj |
Fk |
Fl |
Fm |
Fn |
Fo |
Fr |
Ft |
Fu |
Fy
 
Fra |
Frc |
Fre |
Frg |
Fri |
Frk |
Frl |
Fro |
Fru |
Fry
 
Fria |
Frib |
Fric |
Frid |
Frie |
Frig |
Frih |
Frii |
Frij |
Frik |
Fril |
Frim |
Frin |
Frio |
Frip |
Frir |
Fris |
Frit |
Friv |
Friz
 
Frieb |
Fried |
Frief |
Frieg |
Frieh |
Friel |
Friem |
Frien |
Frier |
Fries |
Friet |
Friew |
Friez
 
Frieda |
Friedb |
Friede |
Friedh |
Friedi |
Friedj |
Friedk |
Friedl |
Friedm |
Friedr |
Frieds |
Friedt |
Friedw
Die Liste der Biografien führt alle Personen auf, die in der deutschsprachigen Wikipedia einen Artikel haben. Dieses ist eine Teilliste mit 35 Einträgen von Personen, deren Namen mit den Buchstaben „Fried“ beginnt.

## Fried
- Fried, Alfred Hermann (1864–1921), österreichischer Pazifist, Publizist, Friedensnobelpreisträger
- Fried, Amelie (* 1958), deutsche Moderatorin und SchriftstellerinAmelie Fried (* 1958)

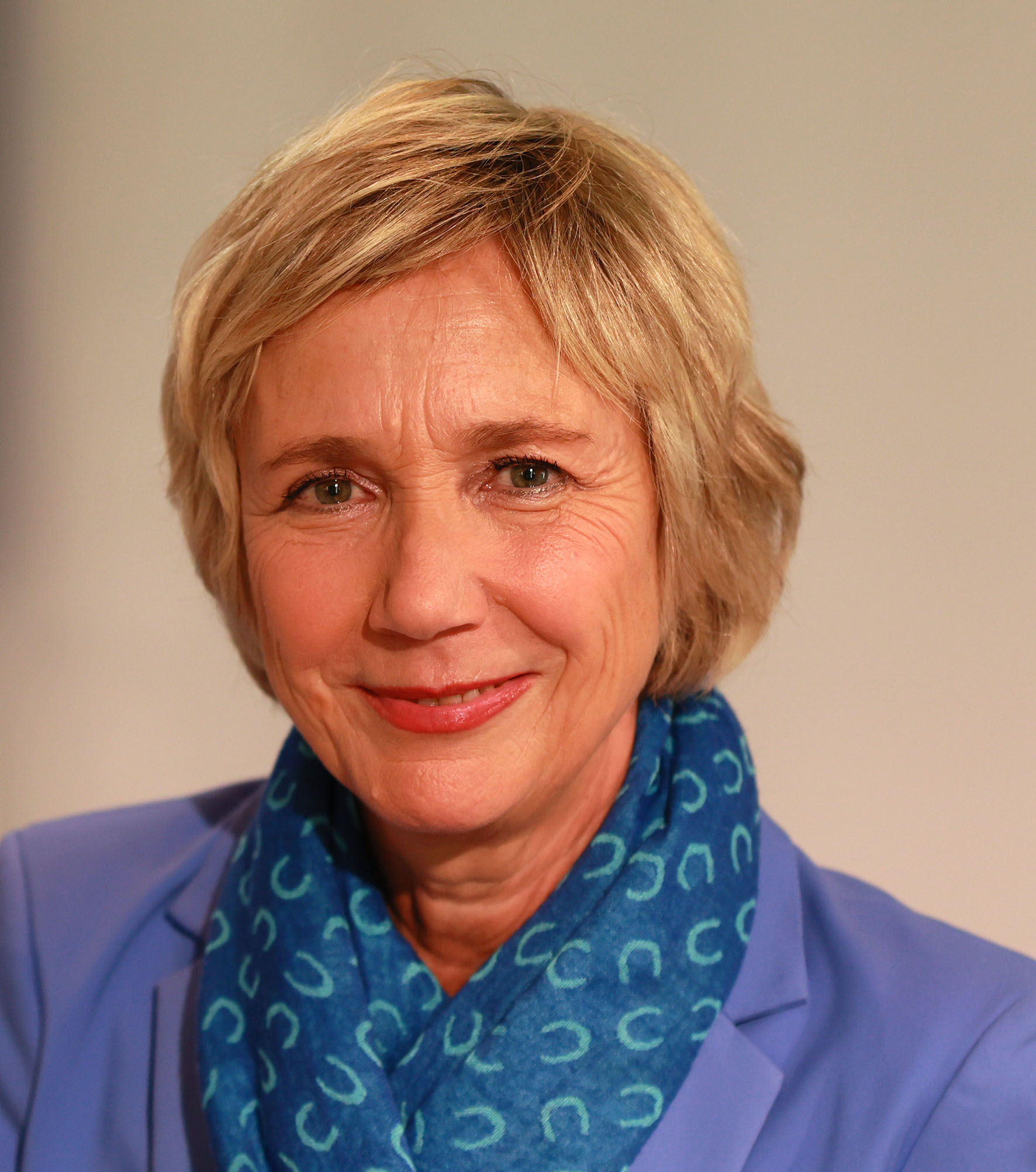
Amelie Fried (* 1958)

- Fried, Carl (1889–1958), deutscher Arzt
- Fried, Charles (1935–2024), US-amerikanischer Jurist
- Fried, Edgar (1894–1987), österreichischer Sportfunktionär
- Fried, Edrita (1909–1981), österreichisch-US-amerikanische Psychoanalytikerin, Germanistin und Englischlehrerin
- Fried, Emanuel (1913–2011), US-amerikanischer Dramatiker, Schauspieler und Gewerkschafter
- Fried, Erich (1921–1988), österreichischer Lyriker, Übersetzer und Essayist
- Fried, Eugen (1900–1943), slowakischer Politiker
- Fried, Fred (* 1948), US-amerikanischer Jazzgitarrist
- Fried, Gerald (1928–2023), US-amerikanischer Filmkomponist und Musiker
- Fried, Hédi (1924–2022), rumänisch-schwedische Schriftstellerin und Psychologin
- Fried, Heinrich Jakob (1802–1870), deutscher Maler
- Fried, Howard (* 1946), US-amerikanischer Performance und Videokünstler
- Fried, Jakob (1885–1967), österreichischer römisch-katholischer Geistlicher und Autor
- Fried, Johann Christian (1819–1861), deutscher Gutsbesitzer und Politiker, MdL
- Fried, Johannes (* 1942), deutscher Historiker
- Fried, John H. E. (1905–1990), österreichisch-US-amerikanischer Politikwissenschaftler und Hochschullehrer
- Fried, Jürgen (* 1953), deutscher Politiker (SPD) und ehemaliger Oberbürgermeister der saarländischen Kreisstadt Neunkirchen
- Fried, Klaus (* 1969), britisch-österreichischer Filmemacher und Hochschullehrer
- Fried, Kurt (1906–1981), deutscher Publizist, Herausgeber und Kunstmäzen
- Fried, Limor, US-amerikanische Ingenieurin der Elektrotechnik und Hackerin
- Fried, Linda (* 1949), US-amerikanische Geriaterin und Epidemiologin
- Fried, Michael (* 1939), US-amerikanischer Kunstkritiker und Hochschullehrer
- Fried, Michael (* 1952), Schweizer Facharzt für Innere Medizin, Gastroenterologie und Hepatologie
- Fried, Miriam (* 1946), israelische klassische Geigerin und Musikpädagogin
- Fried, Morton (1923–1986), amerikanischer Ethnologe
- Fried, Olivia (1912–1958), ungarische Tänzerin und Filmschauspielerin
- Fried, Oskar (1871–1941), deutscher Dirigent und Komponist
- Fried, Otto (* 1897), deutscher Politiker
- Fried, Otto (1922–2020), US-amerikanischer Maler und Bildhauer
- Fried, Pankraz (1931–2013), deutscher Historiker
- Fried, Robert N. (* 1963), US-amerikanischer Filmproduzent, Drehbuchautor und Medienunternehmer
- Fried, Volker (* 1961), deutscher Hockeyspieler
- Fried-Bánfalvi, Klára (1931–2009), ungarische Kanutin